# Ischnotoma jujuyensis
Ischnotoma jujuyensis är en tvåvingeart som först beskrevs av Alexander 1920.  Ischnotoma jujuyensis ingår i släktet Ischnotoma och familjen storharkrankar. Inga underarter finns listade i Catalogue of Life.